# Karls Knös
Karls Knös är ett naturreservat i Gagnefs kommun i Dalarnas län.
Området är naturskyddat sedan 1998 och är 57 hektar stort. Reservatet ligger på och omkring en höjd med detta namn och består av granskog och hällmarkstallskog.